# Войковски район
Войковски район е административен район на Северен окръг в Москва.